# 大西泰斗
大西 泰斗（おおにし ひろと、1961年〈昭和36年〉 - ）は、日本の英語教師、言語学者。学位は、文学修士（筑波大学）。東洋学園大学グローバル・コミュニケーション学部教授。

## 経歴・人物
埼玉県出身。1984年筑波大学第一学群人文学類卒業。筑波大学大学院文芸言語研究科博士課程修了。1996年にオックスフォード大学に客員研究員として招かれる。東洋女子短期大学欧米文化学科助教授、同教授を経て現職。専門は英語学で、現在の研究分野は「認知言語学・形式意味論」である。
英文法や英会話に関する書物を多数執筆しており、ポール・クリス・マクベイ（Paul Chris McVay）とともに『コンパスローズ英和辞典』、『ネィティブスピーカーシリーズ』などを出版している。
息子はプロゴルファーの大西魁斗。

## イメージ
大西が当初から目指しているものは、認知言語学で広く使用されているイメージ・スキーマを一般の学習者にわかり易いように変えたイメージを用いた英文法のわかり易い教授である。日本で広く用いられている伝統文法に基づく英文法書は、規則羅列型、文法ミス指摘型が主であり、大西はそれらを機械的、パッチワーク的と批判した。イメージとは、記号に付随する心象のことを指し、大西の著作には、本人が描いたイメージを説明するための絵が多く載っている。イメージは後に、フィール、身体感覚、と言い換えられ発展していく。

## 身体感覚
大西は英語の単語や文のパターンに付随するイメージを一般の学習者にわかり易いように解説した。さらに大西は、英語も日本語も、使っているのは同じ人間であるという点に着目した。英語と日本語の外観の違いではなく、人間の身体感覚という内側から両言語を考察し、その共通性を示した。大西は、英文法を、英語を分析するための手段よりもむしろ、英語を生産するための手段と把握し、一般向けの啓発書においてもその視座を（ときにユーモラスに、しかし徹底して）強調している。

## 英語教育
大西は一般向けの講演会も行っており、理論の研究の場でだけではなく、英語学習者・教授者のための教育の現場でも活躍している。メカニカルな規則を網羅、暗記させる英語教育に異を唱え、その不合理への憤りが英語教育を変えようとする原動力になっている。1980年代以降、一定の影響力を持っている"何故、先進諸国の中でいつまで経っても日本人だけが英語が下手なのか"という視点から、日本の学校教育を基盤とする英語教育を根底から（英語に対する概念から）覆そうとする考えをもっている。

## 出演

### ラジオ
- ラジオ英会話（NHKラジオ第2放送、2018年4月2日～[4]）

### TV
すべてNHK教育（Eテレ）での放送。
- ハートで感じる英文法（2005年）
- ハートで感じる英文法 会話編（2005年）
- 出張!ハートで感じる英語塾（2007年）
- ハートで話そう!マジカル英語塾（2009年）
- しごとの基礎英語（2013年～2018年）
- 大西泰斗の英会話☆定番レシピ（2021年～）

### 動画
- Progressive English： どんな科目?（東洋学園大学、2014年11月17日）
- これからの英文法（桐原書店、2016年12月9日～2017年1月20日）
  - 01語順の大切さ
  - 02イメージの大切さ
  - 03語順の大切さII
  - 04イメージの大切さⅡ

## CD
- ポール・クリス・マクベイ『ネイティブスピーカの英会話 - 英語の感覚が身につく』研究社、2006年。
- ポール・クリス・マクベイ『ハートで感じる英文法　大西先生の集中講義〈会話編〉 - NHK　3か月トピック英会話』NHK出版、2006年。
- ポール・クリス・マクベイ『ハートで感じる英文法　大西先生の集中講義 - NHK　3か月トピック英会話』NHK出版、2006年。
- ポール・クリス・マクベイ『ハートで話そう! マジカル英語塾 英語のバイエル初中級』NHK出版、2010年。
- ポール・クリス・マクベイ『一億人の英文法CDブック―すべての日本人に贈る「話すため」の英文法』ナガセ〈東進ブックス〉、2012年。

## DVD
- 2006年 ハートで感じる英文法 DVDセット （NHKエンタープライズ）
- 2006年 ハートで感じる英文法 会話編 DVDセット （NHKエンタープライズ）
- 2008年 出張!ハートで感じる英語塾 DVDセット （NHKエンタープライズ）
- 2010年 ハートで話そう!マジカル英語塾 DVDセット（NHKエンタープライズ）

## 著書

### 単著
- 『英文法をこわす―感覚による再構築』〈NHKブックス〉2003年。
  - 『英文法をこわす―感覚による再構築』〈NHK出版新書〉2020年。
- 『それわ英語ぢゃないだらふ』幻冬舎、2021年。

### 共著
- ポール・マクベイ『ネイティブスピーカーの英文法―英語の感覚が身につく』研究社、1995年。
- ポール・マクベイ『ネイティブスピーカーの英会話―英語の感覚が身につく』研究社、1996年。
- ポール・マクベイ『ネイティブスピーカーの前置詞―ネイティブスピーカーの英文法〈2〉』研究社、1996年。
- ポール・マクベイ『ネイティブスピーカーの英語感覚』研究社、1997年。
- ポール・マクベイ『いつのまにか身につくイメージ英語革命』講談社〈Kodansha sophia books〉、1998年。
- 長谷川瑞穂、脇山怜『英語総合研究 英語学への招待』研究社、1998年。
- ポール・マクベイ『ネイティブスピーカーの単語力〈1〉基本動詞』研究社〈Native speaker series〉、1999年。
- ポール・マクベイ『ネイティブスピーカーの単語力〈2〉動詞トップギア』研究社〈Native speaker series〉、1999年。
- S・M・コレア、J・E・ラングスタッフ『CD付 ママが先生「ママ英語」メソッド―1日30分の幼児英語学習法』講談社〈Kodansha sophia books〉、2000年。
- ポール・マクベイ『ネイティヴの感覚がわかる英文法―読む、見る、つかむ英文法の要点64』ノヴァ〈Nova books〉、2001年。
- ポール・マクベイ『English brain force』DHC教育事業部、2002年。 - PC教材
- ポール・マクベイ『ネイティブスピーカーの単語力〈3〉形容詞の感覚』研究社〈Native speaker series〉、2003年。
- ポール・マクベイ『みるみる身につく! イメージ英語革命』〈講談社+α文庫〉2005年。
- ポール・クリス・マクベイ『ネイティブスピーカーの英文法絶対基礎力』研究社〈Native speaker series〉、2005年。
- ポール・クリス・マクベイ『ハートで感じる英文法 - NHK 3か月トピック英会話』NHK出版〈語学シリーズ〉、2006年。
- ポール・クリス・マクベイ『ハートで感じる英文法〈会話編〉 - NHK 3か月トピック英会話』NHK出版〈語学シリーズ〉、2006年。
- 7人の特別講義プロジェクト、モーニング編集部『16歳の教科書 - なぜ学び、なにを学ぶのか』講談社〈ドラゴン桜公式副読本〉、2007年。
  - 7人の特別講義プロジェクト、モーニング編集部『ドラゴン桜公式副読本 16歳の教科書―なぜ学び、なにを学ぶのか』〈講談社+α文庫〉2016年。
- ポール・クリス・マクベイ『ハートで感じる英語塾〈英語の5原則編〉 - NHK新3か月トピック英会話』NHK出版〈語学シリーズ〉、2008年。
- ポール・クリス・マクベイ『英語のバイエル〈初級〉 - これで話せる!』NHK出版〈CD book〉、2008年。
- ポール・マクベイ『英単語イメージハンドブック』青灯社、2008年。
- ポール・クリス・マクベイ『大西泰斗のイメージ英文法 : English brain force』DHC、2009年。 - DVDブック
- ポール・クリス・マクベイ『恋人たちの英語のバイエル―文法いらずの会話教本』朝日新聞出版〈Aera Englishブックシリーズ〉、2009年。
- ポール・クリス・マクベイ『大西泰斗のイメージ英文法 応用編』DHC、2010年。
- ポール・クリス・マクベイ『ハートで話そう! マジカル英語塾 - 英語のバイエル初中級』NHK出版〈語学シリーズ〉、2010年。
- ポール・クリス・マクベイ『大西泰斗のイメージ英文法問題集 : English brain force』DHC、2010年。
- ポール・クリス・マクベイ『一億人の英文法―すべての日本人に贈る「話すため」の英文法』ナガセ〈東進ブックス〉、2011年。
- 井上洋平『一億人の英文法問題集〈大学入試対策編〉 - すべての日本人に贈る「話すため」の英文法』ナガセ〈東進ブックス〉、2013年。
- 大西徳昭『大西泰斗&徳昭のビジネスパーソンの英語―必要なことだけを身につける直行アプローチ』日本実業出版社、2013年。
- ポール・マクベイ『たった12単語でわかる英語のきもち―DVD付』KADOKAWA、2013年。
- ポール・クリス・マクベイ『しごとの基礎英語 ビジネスに自信がつく英会話フレーズ300』NHK出版〈語学シリーズ*NHK CD book〉、2015年。
- ポール・クリス・マクベイ『NHK しごとの基礎英語 DVDブック』宝島社、2015年。
- ポール・クリス・マクベイ『大西泰斗 コミュニケーション力をみがく英会話メソッド - しごとの基礎英語』NHK出版〈NHK CD book〉、2016年。
- ポール・マクベイ、デイビッド・エバンス『英語表現 WORD SENSE 伝えるための単語力』桐原書店、2018年。
- 赤須　薫（編集）／大西泰斗、ポール・マクベイ監修『コンパスローズ英和辞典』、2018年11月19日[5]。
- ポール・マクベイ『NHKラジオ英会話 英文法パーフェクト講義 音声DL BOOK』 上、NHK出版〈語学シリーズ〉、2019年。
  - ポール・マクベイ『NHKラジオ英会話 英文法パーフェクト講義 音声DL BOOK』 下、NHK出版〈語学シリーズ〉、2019年。
- ポール・マクベイ『総合英語FACTBOOK これからの英文法』桐原書店、2019年。
- ポール・マクベイ『大西泰斗特別講義DVD付 総合英語FACTBOOK 例文完全マスター』桐原書店、2019年。
- ポール・マクベイ『NHKラジオ英会話 英単語基本イメージ集中講義 - 音声DL BOOK 語学シリーズ』NHK出版、2020年。
- デイビット・エバンス『一億人の英会話 - 「話すため」に必要な英文の全パターンドリル』ナガセ、2020年。
- ポール・クリス・マクベイ『NHKラジオ英会話 英会話 話を組み立てるパワーフレーズ トレーニング編 - 音声DL BOOK 語学シリーズ』NHK出版、2021年。
- ポール・クリス・マクベイ『NHKラジオ英会話 英会話 話を組み立てるパワーフレーズ 講義編 - 音声DL BOOK 語学シリーズ』NHK出版、2021年。